# Grand Island (New York)
Grand Island je město v okrese Erie County ve státě New York ve Spojených státech amerických.
V roce 2010 zde žilo 20 374 obyvatel. S celkovou rozlohou 86,2 km² byla hustota zalidnění 276,1 obyvatel na km².